# Широкоглаво попче
Широкоглаво попче (Ponticola eurycephalus) е вид лъчеперка от семейство Попчеви (Gobiidae).

## Разпространение
Видът е разпространен в България, Румъния, Русия и Украйна.